# Makarsko primorje
Makarsko primorje ili Makarska rivijera je mikroregija u Splitsko-dalmatinskoj županiji. Prostire se na 53 kilometra priobalja u smjeru sjeverozapad - jugoistok, od Brela na sjeveru do Gradca na jugu. Primorje leži u podnožju planine Biokovo, zbog čega je široko najviše 3 kilometra. Pokriveno je gustom borovom šumom, koja je u mnogo navrata stradala u požaru, posljednji put u rujnu 2008. godine.
Makarsko primorje se nalazi na područjima općina Brela, Baška Voda, Tučepi, Podgora i Gradac, a središte primorja je grad Makarska. Okružena je Omiškom rivijerom sa zapada te dolinom Neretve s juga, a od Imotske krajine u zaleđu dijeli je planina Biokovo te od Vrgorske krajine planina Rilić.
Povijesno se Makarsko primorje dijelilo na Donje i Gornje. Donje je primorje obuhvaćalo sela Brela, Bast, Bašku Vodu, Velo Brdo, Makar, Kotišinu, Tučepi, Podgoru, Drašnice, Igrane i Živogošće. Gornje je primorje obuhvaćalo sela Drvenik, Zaostrog, Podacu, Brist, Gradac i Baćinu. Gornje je od 15. do poč. 18. st. nosilo naziv Frag'uštinova, po utemeljitelju zadužbine sv. Marije u Zaostrogu, redovniku fra Augustinu Vlatkoviću iz zaostroškog samostana. Baćina je postala dio Gornjeg primorja početkom 18. st., kad je nestalo starije ime za baćinski kraj, Čuškovija. Baćina se danas češće svrstava u Neretvansku Krajinu zbog Ploča kao najbližem urbanom središtu i pripadnosti Dubrovačko-neretvanskoj županiji. 
Prema popisu iz 2011. godine, Makarsko primorje imalo je 26.022 stanovnika.

## Klima
Makarsko primorje je jedno od najtoplijih dijelova Hrvatske, zahvaljujući svom zemljopisnom položaju. Planina Biokovo ga štiti od hladnijih utjecaja te je u potpunosti otvoreno prema moru i otocima. Ima sva obilježja mediteranske klime: vruća i sušna ljeta i blage zime s velikim brojem kišnih dana. Godišnje ovo područje ima preko 2.700 sunčanih sati, što pogoduje razvitku turizma, koji je dominantna gospodarska grana. Zime su veoma blage, ali bura donosi niske temperature i zna nanijeti veće materijalne štete, posebice na sjeveru Makarskog primorja, gdje hladna fronta prodire kroz prijevoj Dubci. Snijeg je jako rijedak.
Temperatura mora je pogodna za kupanje od svibnja do kraja listopada. Godišnji prosjek temperature mora viši je od 20 °C, a ljeti se kreće između 23 i 27 °C.

## Stanovništvo
Prema popisu stanovništva iz 2001., Makarsko primorje ima 26.022 stanovnika, i to:
- općina Brela - 1.703
- općina Baška Voda - 2.775
- grad Makarska - 13.834
- općina Tučepi - 1.931
- općina Podgora - 2.518
- općina Gradac - 3.261

## Gospodarstvo
Glavne grane privrede su turizam, trgovina, poljodjelstvo, ribarstvo i maslinarstvo. Turizam je doživio procvat 1960-ih i 1970-ih godina, kada je Makarska rivijera postala popularna među europskim turistima. Primorje ima velik broj ležaja u hotelskom i privatnom smještaju.